# ウロク
ウロク（ウローク）（ロシア語: Урок）とは、キエフ・ルーシ期の税のうちの１つである。一定額、もしくは、おそらく一定期間の労働によって支払われた。
ウロクは947年にキエフ大公妃オリガによって制定された。オリガはデレヴリャーネ族の居住地であるノヴゴロド地方に、税を集める機関であるポゴストを設置し、ウロクなどの税制や法規を制定した。ポゴスト設置以前には、支配者のクニャージ（公）が巡回して徴税する方式が採られていたが、ウロクやポゴストの設置は、それに代わる新たな支配体制を確立させるためのものだったとみなされる。これらの政策は「オリガの改革」と呼ばれ、ルーシの地における最初の国家的な改革だった。なお『ルースカヤ・プラウダ』（ルーシ法典）には、税としてのウロク以外に、損害賠償として支払うウロクについて記載されている。